# Giulio Basletta
Giulio Basletta, né le 5 mai 1890 à Vigevano, dans la province de Pavie, en Lombardie et mort le 5 février 1975 dans la même ville, est un escrimeur italien, ayant pour arme l'épée ainsi qu'un dirigeant sportif ayant été président de la Fédération italienne d'escrime.

## Biographie
Giulio Basletta est sacré champion olympique d'escrime dans l'épreuve d'épée par équipes aux Jeux olympiques d'été de 1928 à Amsterdam. Il remporte auparavant une médaille de bronze dans l'épreuve d'épée par équipes aux Jeux olympiques d'été de 1924 à Paris. 
Il est ensuite président de la Fédération italienne d'escrime de 1940 à 1943.